# Grands Magasins du Louvre
 (mai 2009).
Si vous disposez d'ouvrages ou d'articles de référence ou si vous connaissez des sites web de qualité traitant du thème abordé ici, merci de compléter l'article en donnant les références utiles à sa vérifiabilité et en les liant à la section « Notes et références ».

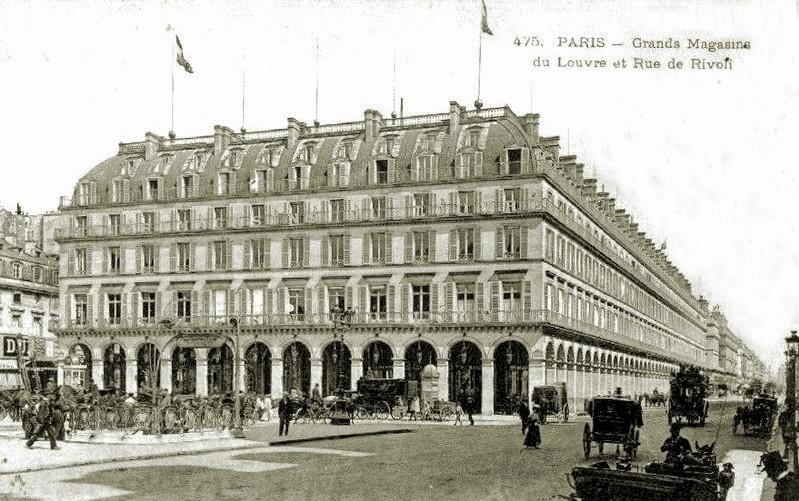
Les Grands Magasins du Louvre.

Les Grands Magasins du Louvre sont un ancien grand magasin parisien dont l'origine remonte à l'ouverture, en 1855, des Galeries du Louvre installées au rez-de-chaussée du Grand Hôtel du Louvre, sur la rue de Marengo et la rue de Rivoli. Ayant pris la dénomination Grands Magasins du Louvre en 1857, le commerce investit, en 1888, l'ensemble de l'ancien établissement hôtelier jusqu'à la place du Palais-Royal. Il ferme définitivement en 1974 pour être remplacé, après une importante campagne de restructuration, par le Louvre des antiquaires, inauguré en 1978.

## Historique

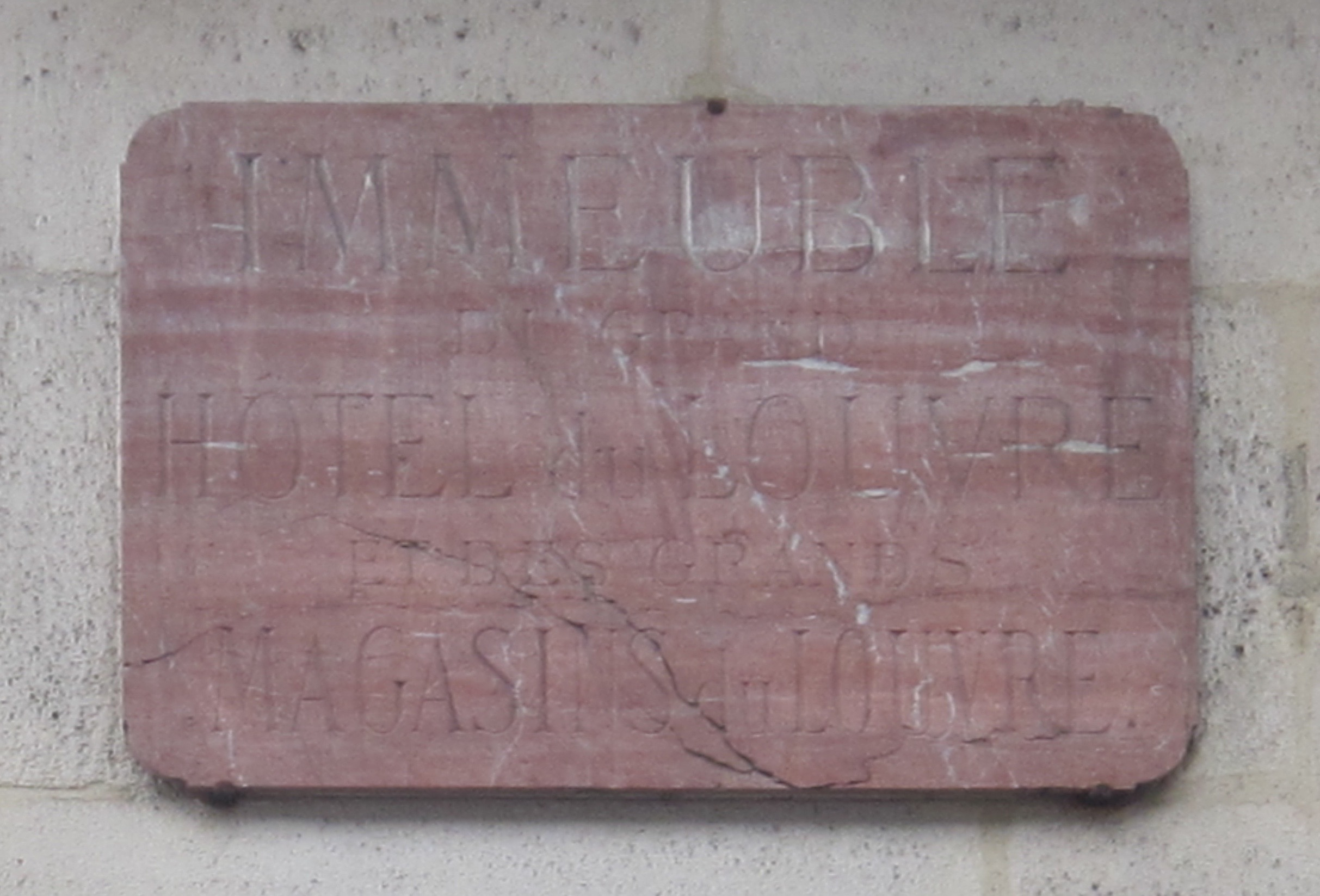
Plaque au n°91 rue de Rivoli.

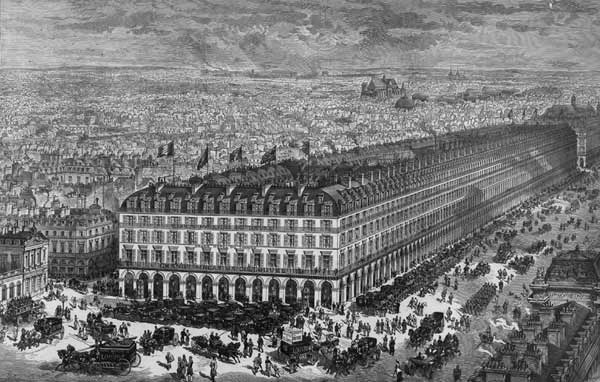
Les Grands Magasins du Louvre après les agrandissements (1877).

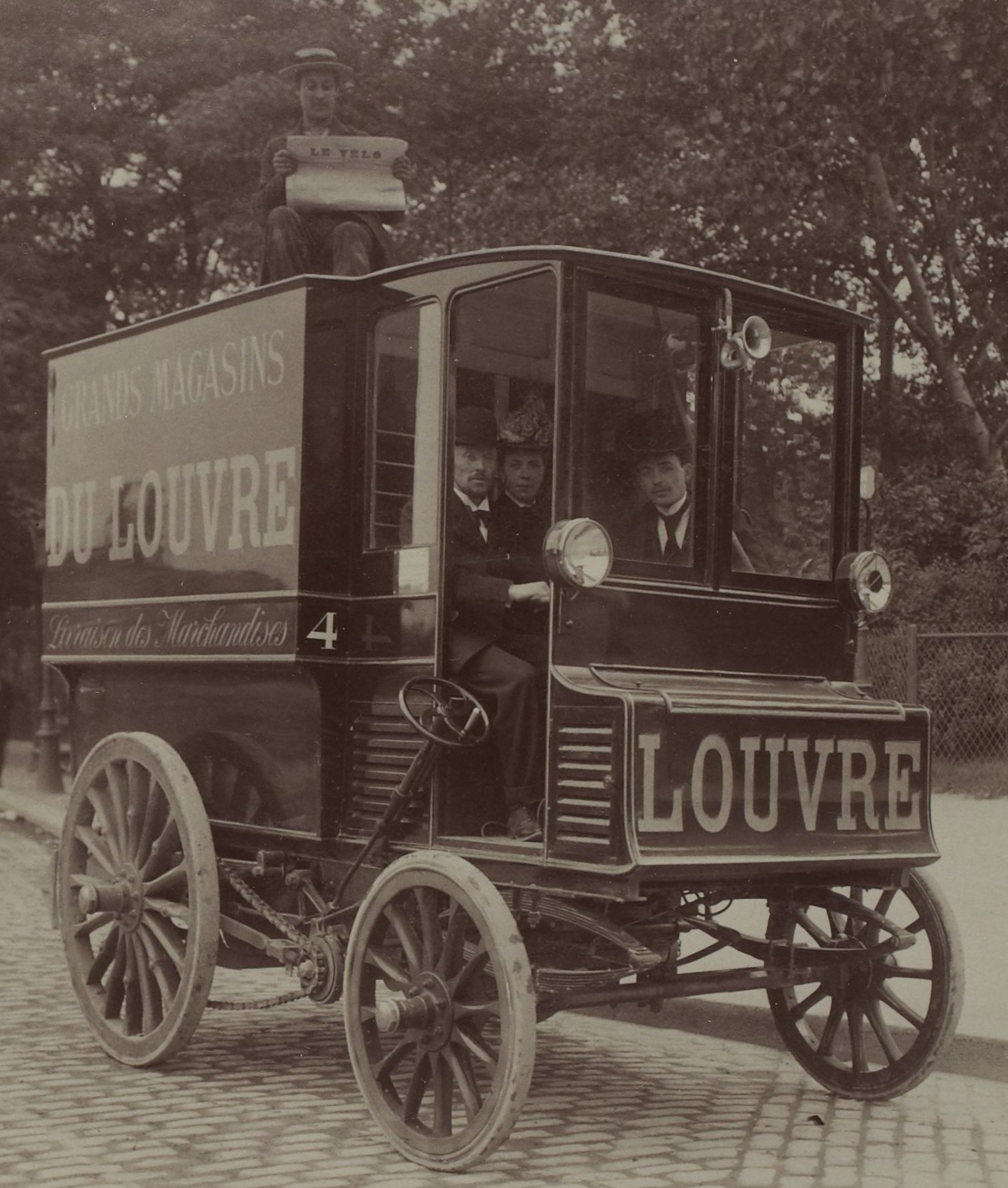
Camionnette de livraison des Grands Magasins du Louvre (1899).

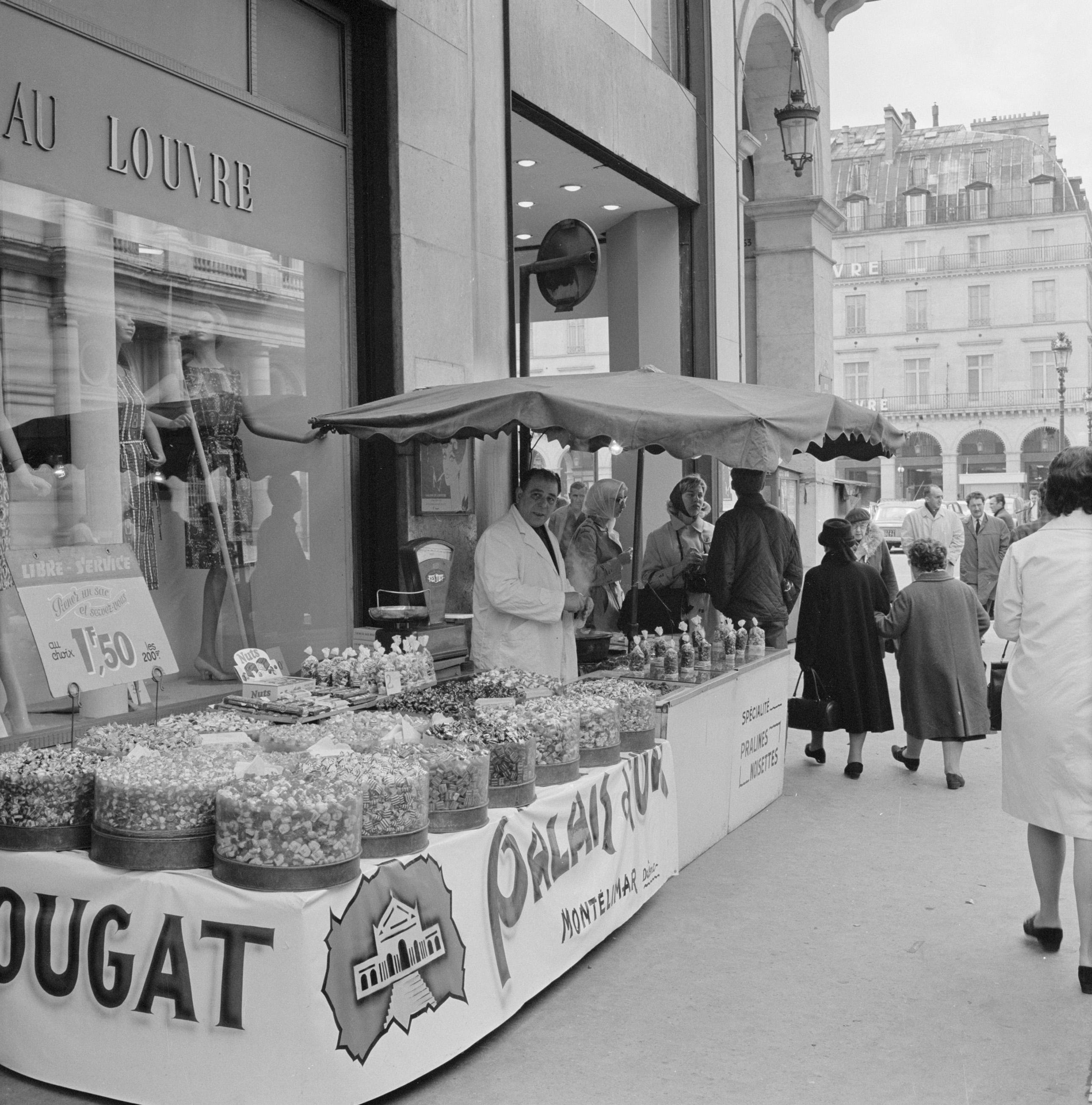
Camelot devant le grand magasin, rue Saint-Honoré, en 1965.

Les Galeries du Louvre sont construites lors de l'ouverture de la rue de Rivoli. Cet ensemble immobilier a été construit sur l'emplacement des rues Pierre-Lescot, du Chantre et de la Bibliothèque.
En 1855, Alfred Chauchard, jusqu'alors commis au magasin Au Pauvre Diable aux appointements de 25 francs par mois, s'associe avec Auguste Hériot et Charles Eugène Léonce Faré pour louer le rez-de-chaussée du Grand Hôtel du Louvre, qui vient d'ouvrir ses portes rue de Rivoli à l'occasion de l'Exposition universelle dans un immeuble construit en 1852 par les frères Pereire.
Au rez-de-chaussée de l'immeuble, la société « Faré, Chauchard, Hériot et Compagnie » crée un magasin de mode, « Les Galeries du Louvre ». Les frères Pereire avancent des fonds pour le lancement de l'affaire et, en 1860, prendront des parts dans la société. Les locaux sont loués par la Compagnie immobilière de Paris, une autre société contrôlée par les frères Pereire.
En 1857, Faré se retire, à tort, car le commerce ne cesse de prospérer. En 1865, les Grands Magasins du Louvre réalisent 15 millions de ventes, pour 41 millions dix ans plus tard. Ils emploient alors 2 400 personnes. Chauchard et Hériot deviennent extrêmement riches.
En 1875, les deux associés sont en mesure de racheter l'ensemble de l'immeuble après la dissolution de La Compagnie immobilière de Paris (1872). Ils transfèrent l'Hôtel du Louvre de l'autre côté de la place du Palais-Royal, où il se trouve encore aujourd'hui et, après deux ans de travaux, ouvrent Les Grands magasins du Louvre. Ils se flattent de proposer tout ce que le client peut désirer : cinquante-deux départements et comptoirs offrent des soieries de toutes les couleurs, des châles des Indes, des tartans, des articles de Paris, tout le nécessaire pour la bonneterie, les jouets, l'aquarelle, etc.
Auguste Hériot meurt en 1879 et son frère, Olympe, hérite de ses actions. Chauchard vend ses parts, pour se consacrer à l'art, en 1885. Olympe dirige alors seul la société jusqu'en 1888, date à laquelle les premiers signes d'aliénation mentale l'obligent à démissionner. Il est remplacé par le fils d'Émile Pereire.
En 1889, la compagnie fut rebaptisée Société du Louvre et ouvrit un deuxième hôtel, l'Hôtel Concorde Saint-Lazare, dont le hall est l'œuvre de Juste Lisch. En 1909, la société ouvrit après rénovation l'Hôtel de Crillon, place de la Concorde. Afin d'abriter les réserves des Grands magasins du Louvre, Georges Vaudoyer construisit un immeuble en 1919 de l'autre côté de la rue Saint-Honoré. Cet immeuble fut acquis par l'État en 1941 (actuel site des Bons-Enfants du ministère de la Culture. En 1930, les actions furent inscrites à la cote officielle de la bourse de Paris.
Finalement, avec l'hôtel Scribe et le Grand Hôtel voisin, le grand hôtel du Louvre, l'Hôtel du Palais d’Orsay, l'hôtel Terminus Saint-Lazare et l'hôtel de Crillon, « l’histoire de la Société du Louvre est liée à la création de cinq établissements parisiens qui reçoivent l’élite voyageuse et qui deviennent aussi un lieu de rencontres pour la société parisienne, ce qui leur assure une intégration non seulement dans le paysage urbain, mais aussi dans le paysage social de la capitale ».
En 1919, les Magasins du Louvre offrent aux consommateurs américains la vente de produits par la poste avec un catalogue spécial.

### Destruction des Grands Magasins

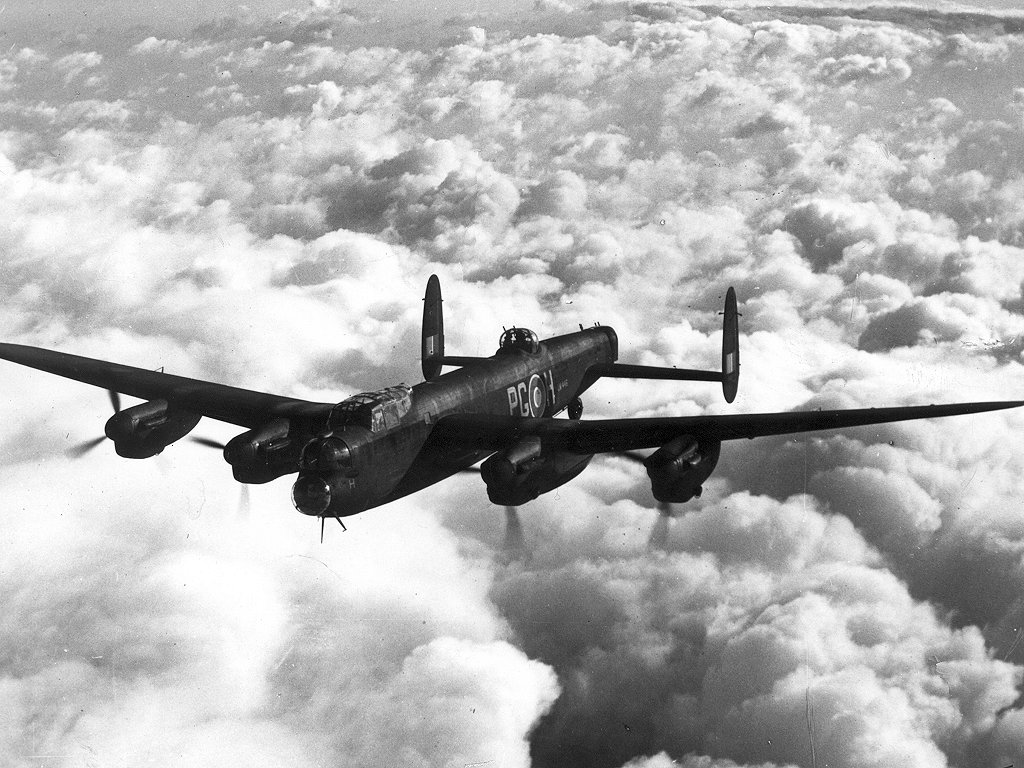
Un bombardier Avro Lancaster.

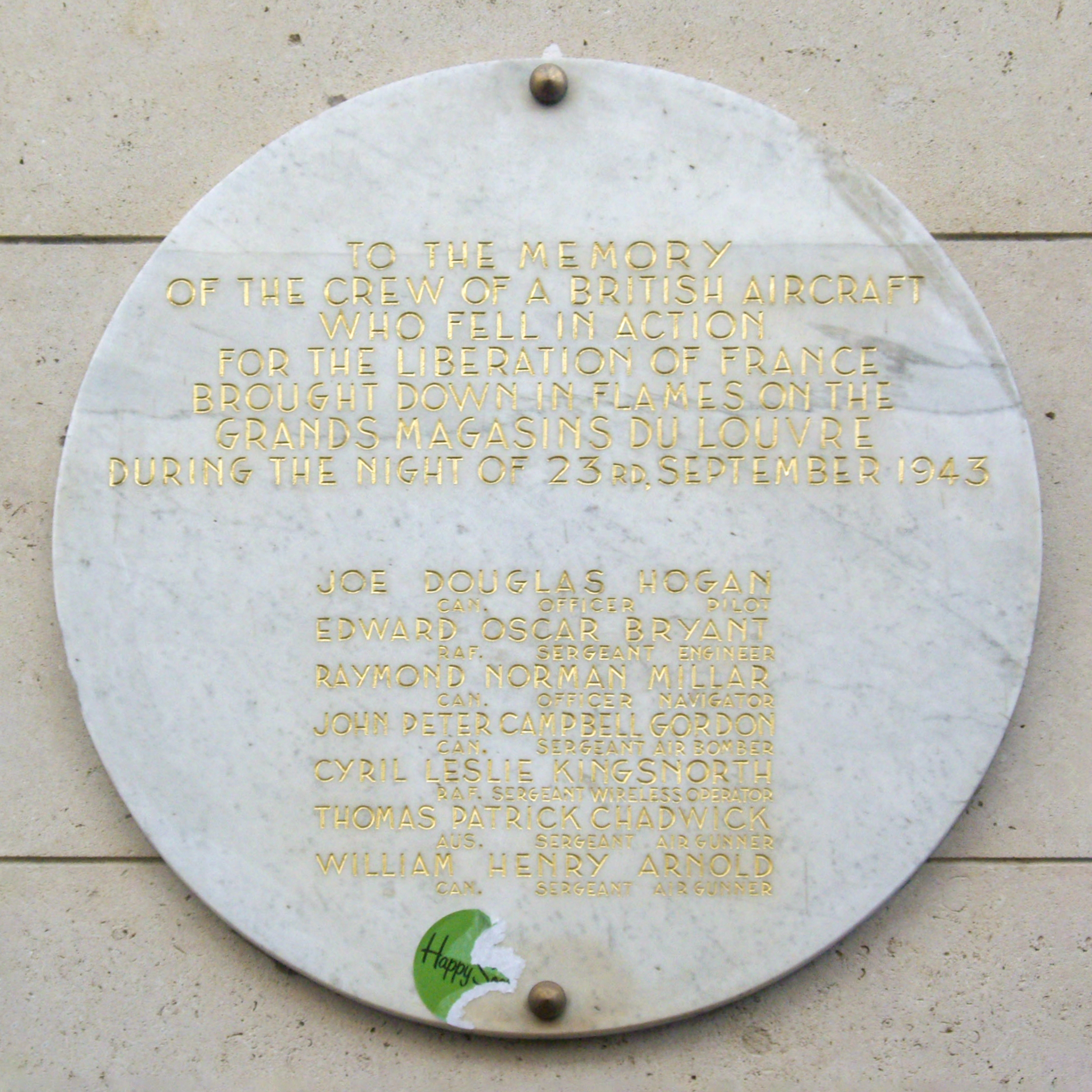
Plaque 151 bis rue Saint-Honoré, en hommage aux aviateurs britanniques.

Dans la nuit du 23 au 24 septembre 1943, un bombardier Avro Lancaster du 57th Squadron de la Royal Air Force parti de la base d'East Kirkby en Angleterre fut accroché par la Flak allemande et un chasseur de la défense antiaérienne de Paris. Il explosa sur les magasins du Louvre après avoir accroché des cheminées à l'angle des rues Vauvilliers et Saint-Honoré. Le bâtiment en flamme fut entièrement détruit à l'exception des façades, avec un immense cratère en son centre. Le pilote canadien Joe Douglas Hogan, qui avait sauté en parachute, serait mort dans sa chute avec les six hommes de son équipage. Il fut retrouvé sur les toits du musée du Louvre : les gardiens lui rendirent les honneurs en descendant sa dépouille dans la Cour carrée. Le fait divers inspira à Gérard Oury son film La Grande Vadrouille.
Les Grands Magasins du Louvre ont fermé définitivement en 1974.
D'octobre 1978 à la fin des années 2000, l'immeuble abrita le Louvre des antiquaires sur 3 niveaux et sur une surface globale de 10 000 m2, le reste étant occupé par des bureaux. Au début des années 2020, la Fondation Cartier envisage d'y installer sa collection permanente,,.